# Evódia
A Evódia a görög eredetű olasz Evodio férfinév női párja. Jelentése jól + út.

## Gyakorisága
Az 1990-es években szórványos név, a 2000-es években nem szerepel a 100 leggyakoribb női név között.

## Névnapok
ajánlott névnap
- június 18.[2]